# Deutsche Volleyballmeisterschaft der A-Jugend
Die Deutsche Volleyballmeisterschaft der A-Jugend wird jedes Jahr ausgespielt. Die Spieler sind in der Regel zwischen 17 und 19 Jahren alt. Amtierender Meister ist der TSV Mühldorf im männlichen Nachwuchs und der Dresdner SC im weiblichen Nachwuchs. Rekordmeister ist mit acht Meisterschaften im männlichen Nachwuchs der Berliner TSC und mit elf Meisterschaften im weiblichen Nachwuchs der Dresdner SC.

## Geschichte
Erstmals wurde die Meisterschaft im Jahre 1961 in Espelkamp ausgetragen. Unter acht männlichen und drei weiblichen Mannschaften des Jahrgangs 1943 und jünger kürte sich der ATSV Espelkamp bei den Jungen und VG Hermannsburg bei den Mädchen zum ersten Deutschen Jugendmeister.

## Modus
Die Qualifikanten für die A-Jugend-Meisterschaft entscheiden sich bei den Regionalmeisterschaften der acht Regionalverbände. Insgesamt können aus jedem der acht Regionalverbände zwei Teams pro Altersgruppe und Geschlecht zu den Deutschen Meisterschaften geschickt werden, in Abhängigkeit von der jeweiligen Platzierung des Regionalverbands in der Rangliste, die sich aus den Platzierungen der jeweiligen Vertreter im Vorjahr ergibt. Weiter ist der Veranstalter des Finalturniers gesetzt.
Die Meisterschaft wird als Rundenturnier (4 Gruppen à 4 Teams) mit K.-o.-System ausgespielt. Die Gruppensieger qualifizieren sich vorab fürs Viertelfinale. Nach der Gruppenphase folgt eine Zwischenrunde, in der sich die Zweit- und Drittplatzierten jeder Gruppe für das Viertelfinale qualifizieren können. Hier treffen die Sieger dieser Partien auf einen der vier Gruppensieger.
Außer Platz 3 und 4 (kleines Finale) wird jede Platzierung im Turnier ausgespielt. Derzeit wird auf zwei Gewinnsätze gespielt, wobei der dritte Satz als Tie-Break gespielt wird.

## Endspiele männlich
| Saison | Sieger                    | Finalist            | Ergebnis           | Spielort   |
| ------ | ------------------------- | ------------------- | ------------------ | ---------- |
| 2010   | USC Konstanz              | VC Dresden          | 2:1 (-19, 21, -11) | Langen     |
| 2011   | Vulkan Westerwald Volleys | Schweriner SC       | 2:1 (24, -18, -13) | Hirschau   |
| 2012   | VfB Friedrichshafen       | Schweriner SC       | 2:0 (-18, -18)     | Salzgitter |
| 2013   | TSV Mühldorf              | VfB Friedrichshafen | 2:0 (-22, -24)     | Paderborn  |

## Endspiele weiblich
| Saison | Sieger      | Finalist                    | Ergebnis           | Spielort   |
| ------ | ----------- | --------------------------- | ------------------ | ---------- |
| 2011   | SV Lohhof   | USC Münster                 | 2:0 (-20, -21)     | Münster    |
| 2012   | Dresdner SC | SG Rotation Prenzlauer Berg | 2:0 (-25, -21)     | Vilsbiburg |
| 2013   | Dresdner SC | SG Rotation Prenzlauer Berg | 2:1 (21, -13, -14) | Bremen     |

## Die erfolgreichsten männlichen Vereine insgesamt
In der Tabelle werden Vereine berücksichtigt, die seit 2001 in allen Altersklassen (U14-U20) Wettbewerbe mindestens zweimal gewonnen haben.
| Verein              | Sieger | Finalist |
| ------------------- | ------ | -------- |
| Berliner TSC        | 8      | 7        |
| Schweriner SC       | 7      | 7        |
| SCC Berlin          | 6      | 7        |
| VC Dresden          | 5      | 7        |
| VfB Friedrichshafen | 5      | 6        |
| TSV Mühldorf        | 3      | 0        |
| Rumelner TV         | 2      | 0        |

## Die erfolgreichsten weiblichen Vereine insgesamt
In der Tabelle werden Vereine berücksichtigt, die seit 2001 in allen Altersklassen (U14-U20) Wettbewerbe mindestens zweimal gewonnen haben.
| Verein                      | Sieger | Finalist |
| --------------------------- | ------ | -------- |
| Dresdner SC                 | 11     | 4        |
| Schweriner SC               | 7      | 7        |
| Köpenicker SC               | 6      | 3        |
| SG Rotation Prenzlauer Berg | 4      | 5        |
| 1. VC Parchim               | 3      | 1        |
| SV Lohhof                   | 2      | 4        |
| TSV Deggendorf              | 2      | 0        |